# Best of UGK
Albums de UGK
Side Hustles
(2002) Jive Records Presents: UGK Chopped and Screwed
(2004)
Best of UGK est une compilation d'UGK, sortie le 17 juin 2003.
L'album s'est classé 22e au Top R&B/Hip-Hop Albums.

## Liste des titres
| No  | Titre                                                        | Producteur(s)                     | Durée |
| --- | ------------------------------------------------------------ | --------------------------------- | ----- |
| 1.  | I Left It Wet For You                                        | Pimp C                            | 4:45  |
| 2.  | Something Good                                               | Bernie Bismark, Shetoro Henderson | 5:27  |
| 3.  | Murder                                                       | Pimp C                            | 3:52  |
| 4.  | It's Supposed To Bubble                                      | DJ DMD                            | 4:30  |
| 5.  | Pocket Full Of Stones                                        | Pimp C                            | 5:03  |
| 6.  | Diamonds & Wood                                              | Pimp C                            | 5:13  |
| 7.  | Short Texas                                                  | Pimp C                            | 6:17  |
| 8.  | Let Me See It                                                | Pimp C                            | 4:13  |
| 9.  | Front, Back & Side To Side                                   | Pimp C                            | 5:14  |
| 10. | Ain't That a Bitch (Ask Yourself) (featuring Devin The Dude) | N.O. Joe                          | 4:43  |
| 11. | Protect & Serve                                              | Pimp C                            | 4:35  |
| 12. | Choppin' Blades                                              | N.O. Joe, Pimp C                  | 4:46  |
| 13. | Good Stuff                                                   | Sergio                            | 3:48  |
| 14. | Pocket Full of Stones (Pimp C Remix)                         | Pimp C                            | 6:13  |
| 15. | One Day                                                      | Pimp C                            | 5:24  |